# أنطون أولريخ من براونشفايغ-فولفنبوتل
أنطون أولريخ (الروسية:Антон Ульрих Брауншвейгский؛ الألمانية:Anton Ulrich von Braunschweig-Wolfenbüttel؛ 28 أغسطس 1714 - 4 مايو 1774)؛ هو دوق براونشفايغ-لونيبورغ، كان جنرال في الجيش الروسي، وفضلاً عن ذلك هو والد الإمبراطور إيفان السادس من روسيا.

## السيرة الذاتية
كان أنطون أولريخ هو الابن الثاني لـ فرديناند ألبرخت الثاني دوق براونشفايغ-فولفنبوتل وزوجته أنطوانيت أمالي من براونشفايغ-فولفنبوتل، لاحقاً رتبت خالته الإمبراطورة إليزابيث كريستينه زوجة الإمبراطور كارل السادس زواجه من الدوقة إليزابيث من مكلنبورغ-شيفيرن (المعروفة باسم«آنا ليوبولدوفنا» في روسيا) هي ابنة كارل ليوبولد دوق مكلنبورغ-شيفيرن، وحفيدة القيصر إيفان الخامس، انتقل إلى روسيا منذ عام 1733 حتى يتعرفوا على بعضهم البعض، وتم الزواج في 1739، كان الهدف من الزواج هو تعزيز العلاقات بين أسر هابسبورغ ورومانوف، وفي عام 1740 أصبح ابنهما الرضيع إيفان الإمبراطور بعد وفاة خالته آنا إيفانوفنا باسم «إيفان السادس» في البداية كانت الوصاية تحت قيادة إرنست بيرون من كورلاند، ولكن مع ظهور الشائعات بأن بيرون يخطط بنفي أنطون وآنا نحو ألمانيا، قاما بانقلاب عليه وتسمية آنا كوصية ومع ذلك لم يمضي وقت طويل حتى قادت قريبتها إليزافيتا بيتروفنا انقلاباً غادراً على ابنها وطردهما من السلطة.
الإمبراطورة الجديدة إليزافيتا بيتروفنا قاضت أنطون وزوجته وأطفاله نحو السجن في ريغا ثم في 1744 نحو خولموغوري هي بلدة صغيرة في غوبرنيه أرخانجيلغورود وبقوا كذلك لبقية حياتهم، كانت سنوات السجن صعبة جداً عليهم، بحيث حرمت الأسرة بشكل دوري من الأشياء الضرورية، وأيضا تم حظر عليهم جميعاً التواصل مع العالم الخارجي باستثناء عدد قليل من الخدم، كان حاكم أرخانغلسك يزورهما بانتظام للاستعلام عن صحتهم، وفي 1762 عرضت قريبته الألمانية الأصل الإمبراطورة ايكاترينا عليه إذناً بمغادرة روسيا بشرط أن يترك أبنائه ورائه، ولكنه رفض، يقال أنه فقد بصره قبل وفاته، وتم دفنه في سرية تامة وتم منع الجنود من الكشف عن مكان دفنه، لكن نعشه كان مزيناً بالفضة، زوجته توفيت قبله في 1746.
ابنه البكر المخلوع إيفان السادس في البداية تم حبسه مع عائلته في منزل بالقرب من ريغا، ولكن مع يونيو 1744 تم الكشف عن مؤامرة تعيد تنصيبه مرة أُخرى بذلك تم نقله مع عائلته إلى خولموغوري على البحر الأبيض ومع ذلك ظل معزولاً عن عائلته الذين بقوا في نفس البلدة أيضا ولم ير أحداً سوى نفسه بين أربعة جدران، وظل هُناك لمدة أثنى عشر سنة حتى اكتشف أمره بحجزه هُناك على نطاق واسع، بذلك نقل مرة أُخرى إلى قلعة شليسلبورغ في عام 1756 بحيث لايزال تحت حراسة متشددة وحتى قائد القلعة لايعرف شيئاً عن سجين سوى أنه «السجين المجهول»، مع صعود بيتر الثالث إلى العرش بدأ أن وضع إيفان يتحسن، إلا أن بعد عزله من قبل زوجته ايكاترينا بعد بضعة أسابيع من تنصيبه، أصدرت أوامر صارمة إلى الضابط المسؤول إذا بذلت أي محاولة من الخارج نحو تحريره يجب أن يكون مصيره الموت، فمع العيش هُناك مسجوناً أغلب حياته في السجن أصبح مجنوناً تاماً وعلى الرغم من الغموض الذي يحيط به إلا أنه كان يُدرك بأصله الإمبراطوري، ومع ذلك عندما علم أحد المحمية عن هويته الإمبراطورية شكلت خطة تحريره وإعادته تنصيبه على العرش، على الرغم من نجاح المحمية في اعتقال قائد القلعة في منتصف الليل 5 يوليو 1764 وطلب الإفراج عن السجين المجهول، إلا أن بعض سجانيه بناء على أوامر مسبقة وقاموا بقتل إيفان على الفور، لاحقاً تم القبض على قادة هذه المحمية وأعدامهم، دفن إيفان في القلعة بسرية تامة.
في الوقت لاحق تم اطلاق سراح الأبناء المتبقين على قيد الحياة من قبل شقيقته الصغرى يوليانا ماريا ملكة الدنمارك-النرويج الأرملة بحيث غادروا روسيا في ليلة 30 يونيو 1780، واستقروا في يوتلاند عاشوا في منزل مريح نسيباً في هورسينس لبقية حياتهم تحت وصاية عمتهم يوليانا ماريا وعلى حساب إيكاترينا، بعد أن عاشوا لبقية حياتهم كسجناء لم يعتادوا على الحياة الاجتماعية، ومع ذلك احتفظوا هُناك ببلاط صغيرة يتكون من 40 أو 50 شخصاً كلهم دنماركيون باستثناء الكاهن، تم دفع المعاش الذي منحته ايكاترينا حتى وفاة أخرهم في 1807.

## الذرية
انجبت آنا لأنطون خمسة أبناء:-
- إيفان السادس (1740-1764)؛ إمبراطور روسيا لفترة قصير.
- ايكاترينا أنطونوفنا (1741-1708)؛ أطلق سراحها في 1780، وعاشت ما تبقى من حياتها في الدنمارك.
- إليزافيتا أنطونوفنا (1743-1782)؛ أطلق سراحها في 1780، وعاشت ما تبقى من حياتها في الدنمارك.
- بيتر أنطونوفيتش (1745-1798)؛ أطلق سراحه في 1780، وعاش ما تبقى من حياته في الدنمارك.
- أليكسي أنطونوفيتش (1746-1787)؛ أطلق سراحه في 1780، وعاش ما تبقى من حياته في الدنمارك.